# 伊西多尔·芬克谋杀案
伊西多尔·芬克（英語：Isidor Fink，？—1929年3月9日），是纽约一名被谋杀的洗衣工，现场被认为是密室状态。

## 生平
伊西多尔·芬克是波兰籍犹太人，出生于加利西亚，20世纪初移民美国。他在纽约市东区132街4号开了一家“第五大道洗衣店”，住在洗衣房内的房间，也是后来的案发现场。

## 谋杀案
据《纽约时报》1929年3月10日和11日的报道，伊西多尔·芬克于3月9日晚上死在第五大道的他的洗衣店内。现场窗户被钉住，房间的门用螺栓固定。当晚十点半，一个邻居洛克兰·史密斯夫人听到了尖叫声和打击声（但没有枪声），并打电话报警。巡警卡滕贝恩到场后无法进入房内。警察把一个小男孩抬起至门顶窗，他进入后才把门打开。芬克的胸部有两处弹伤，左手腕上有一处弹伤，被发现时已经死亡。他的口袋里有钱，收银台也没有被触动过。现场没有找到凶器，唯一的指纹是芬克的，瓦斯熨斗被放在熨衣台上，上面的布料还没有被烧焦。
有一种理论认为凶手从门顶窗进入，但为了做到这一点，他或她必定不会比一个小孩子大，并且须以相同的方式离开，因为门是用螺栓锁定的。另一种理论认为凶手是通过门顶窗向内射击，但芬克的手腕被火药烧伤，表明凶手没有从远处射击。
两年多后，纽约警察局局长爱德华·P·马罗尼在一次电台访谈中说，这起谋杀案发生在密室内，是一个“无法解释的谜团”。